# Андерберг, Улле
Улле Хенрик Мартин Андерберг (швед. Olle Henrik Martin Anderberg ; 13 сентября 1919, Асмундторп, коммуна Ландскруна, лен Мальмёхус (ныне в лене Сконе), Швеция — 26 сентября 2003, Линчёпинг, Швеция) — шведский борец вольного и греко-римского стилей, чемпион Олимпийских игр, чемпион мира и Европы, 17-кратный чемпион Швеции в период с 1942 по 1962 год по вольной борьбе, призёр Олимпийских игр, чемпион мира и Европы, 10-кратный чемпион Швеции в период с 1942 по 1962 год по греко-римской борьбе, трёхкратный чемпион Швеции в командных соревнованиях  

## Биография
Родился в семье игрока в футбол высшего шведского дивизиона Франса Андерберга и Улле Андерберг вместе со старшим братом Гуннаром (впоследствии чемпионом Швеции и обладателем Кубка Швеции 1941 года по футболу в составе «Хельсингборга») занимался футболом, играл за команду «Ландскруна», но не сумел попасть в первый состав. Вместо футбола он с 14 лет занялся борьбой, первого успеха добился в 1939 году, став чемпионом лена Сконе. В 1942 году Улле Андерберг выиграл первый титул чемпиона Швеции, в 1943 году переехал в Эскильстуну, где обучался на преподавателя физкультуры.
На Летних Олимпийских играх 1948 года в Лондоне боролся в категории до 62 килограммов (полулёгкий вес). Выбывание из турнира проходило по мере накопления штрафных баллов. Схватку судили трое судей, за чистую победу штрафные баллы не начислялись, за победу решением судей при любом соотношении голосов начислялся 1 штрафной балл, за проигрыш решением 2-1 начислялись 2 штрафных балла, проигрыш решением 3-0 и чистый проигрыш карался 3 штрафными баллами.
Титул оспаривали 17 человек. Улле Андерберг безжалостно разобрался со всеми соперниками, заканчивая все схватки чистой победой, за исключением также чистого поражения от турка Мехмета Октава. Тем не менее, борцы закончили соревнования с одинаковым количеством штрафных баллов: Мехмет Октав три из четырёх схваток победил по очкам, набрав те же три балла и по результатам личной встречи Улле Андерберг остался только на втором месте
| Круг  | Соперник          | Страна    | Результат | Основание                | Время схватки |
| ----- | ----------------- | --------- | --------- | ------------------------ | ------------- |
| 1     | Георг Вейднер     | Австрия   | Победа    | Туше (0 штрафных баллов) | 14:29         |
| 2     | -                 | -         | -         | -                        | -             |
| 3     | Мехмет Октав      | Турция    | Поражение | Туше (3 штрафных балла)  | 2:48          |
| 4     | Эркки Талосела    | Финляндия | Победа    | Туше (0 штрафных баллов) | 13:02         |
| 5     | Луиджи Кампанелла | Италия    | Победа    | Туше (0 штрафных баллов) | 13:02         |
| Финал | Ференц Тот        | Венгрия   | Победа    | Туше (0 штрафных баллов) | 15:30         |

На Летних Олимпийских играх 1952 года в Хельсинки боролся уже по вольной борьбе в категории до 67 килограммов (лёгкий вес). Выбывание из турнира проходило по мере накопления штрафных баллов. Схватку судили трое судей, за чистую победу штрафные баллы не начислялись, за победу по очками при любом соотношении голосов начислялся 1 штрафной балл, поражение по очками при любом соотношении голосов или чистое поражение карались 3 штрафными баллами. Если борец набирал 5 или более штрафных баллов, он выбывал из турнира. Когда оставалось только три борца, они разыгрывали между собой медали (если не встречались в схватках до финального раунда). После начала финальных схваток, борцы могли продолжать выступления имея и более пяти штрафных баллов.
Титул оспаривали 23 человека. Улле Андерберг в длительном турнире победил всех своих соперников, выиграл обе финальные схватки и стал чемпионом олимпийских игр.
| Круг | Соперник           | Страна                                    | Результат | Основание                | Время схватки |
| ---- | ------------------ | ----------------------------------------- | --------- | ------------------------ | ------------- |
| 1    | Арменак Ялтырян    | Союз Советских Социалистических Республик | Победа    | Туше (0 штрафных баллов) | 14:06         |
| 2    | Гарибальдо Ниццола | Италия                                    | Победа    | 3-0 (1 штрафной балл)    | -             |
| 3    | Ян Колс            | Бельгия                                   | Победа    | Туше (0 штрафных баллов) | 7:17          |
| 4    | Такео Симотори     | Япония                                    | Победа    | Туше (0 штрафных баллов) | 9:15          |
| 5    | -                  | -                                         | -         | -                        | -             |
| 6    | Тофик Джаханбахт   | Иран                                      | Победа    | 3-0 (1 штрафной балл)    | -             |
| 7    | Томми Эванс        | Соединённые Штаты Америки                 | Победа    | 2-1 (1 штрафной балл)    | -             |

На Летних Олимпийских играх 1956 года в Мельбурне боролся в категории до 67 килограммов (лёгкий вес) как в соревнованиях по вольной, так и по греко-римской борьбе. Регламент турниров остался прежним.
В вольной борьбе титул оспаривали 19 человек. 37-летний Улле Андерберг начал участие в соревнованиях со сломанным пальцем , и к тому же жребий свёл его в первой же схватке с будущим чемпионом иранцем Имамом Али Хабиби. Улле Андерберг проиграл ему чисто, в следующей схватке победил лишь по очкам и отказался от дальнейшего участия в соревнованиях
| Круг | Соперник          | Страна    | Результат | Основание               | Время схватки |
| ---- | ----------------- | --------- | --------- | ----------------------- | ------------- |
| 1    | Имам Али Хабиби   | Иран      | Поражение | Туше (3 штрафных балла) | 4:35          |
| 2    | Вяйнё Хаккарайнен | Финляндия | Победа    | 2-1 (1 штрафной балл)   | -             |

В греко-римской борьбе титул оспаривали 10 человек. Улле Андерберг не был отобран для участия в соревнованиях по греко-римской борьбе, и выступал вместо Густава Фрея, который не смог поехать на Олимпиаду из-за сотрясения мозга. Проиграв в первой схватке, также отказался от продолжения соревнований.
| Круг | Соперник       | Страна   | Результат | Основание              | Время схватки |
| ---- | -------------- | -------- | --------- | ---------------------- | ------------- |
| 1    | Димитр Стоянов | Болгария | Поражение | 3-0 (3 штрафных балла) | -             |

После окончания борцовской карьеры в 1962 году стал тренером по борьбе, тренировал как на родине, так и в Финляндии, Турции и Иране (в последней стране в течение трёх лет тренировал национальную сборную). Вернувшись в Швецию, тренировал хоккейную и футбольную команды. 
Улле Андерберг был весьма агрессивным борцом, непрерывно атакуя, он обычно бросал соперников на ковёр. Его технические навыки позволяли успешно бороться как по правилам греко-римской борьбы, так и по правилам вольной борьбы. 
Умер в 2003 году. С 2009 года включён в международный Зал славы борьбы.